# Liga Premier de Armenia 2025-26
La Liga Premier de Armenia 2025-26 es la edición número 34 de la Liga Premier de Armenia. La temporada comenzó el 1 de agosto de 2025 y terminará en mayo de 2025.
El Noah es el defensor del título tras conquistar su liga número 1 la temporada anterior.

## Ascensos y descensos
| Pos. | Descendidos de la Liga Premier de Armenia 2024-25 |
| ---- | ------------------------------------------------- |
| Ret. | West Armenia                                      |

| Pos. | Ascendidos de la Primera Liga de Armenia 2024-25 |
| ---- | ------------------------------------------------ |
| -    | Sin ascensos                                     |

## Sistema de competición
Los diez equipos participantes jugarán entre sí todos contra todos tres veces totalizando 27 partidos cada uno, al término de la jornada 27, el primer clasificado se coronará campeón y se clasificará a la primera ronda de la Liga de Campeones 2026-27, mientras que el segundo y el tercer clasificado obtendrán un cupo para la primera ronda de la Liga Conferencia de la UEFA 2026-27. El último clasificado descenderá a la Primera Liga de Armenia 2026-27.
Un cupo para la primera ronda de la Liga Conferencia de la UEFA 2026-27 será asignado al campeón de la Copa de Armenia.

## Equipos participantes
| Equipo          | Ciudad       | Estadio                      | Capacidad |
| --------------- | ------------ | ---------------------------- | --------- |
| Alashkert       | Ereván       | Nairi                        | 6850      |
| Ararat          | Ereván       | Republicano Vazgen Sargsyan  | 14 986    |
| Ararat-Armenia  | Ereván       | Academia de Futbol de Ereván | 1428      |
| BKMA            | Ereván       | Academia de Futbol de Ereván | 1428      |
| Gandzasar Kapan | Kapan        | Gandzasar Stadium            | 3500      |
| Noah            | Abovyan      | Ciudad de Abovyan            | 3100      |
| Shirak          | Gyumri       | Gyumri City                  | 4000      |
| Pyunik          | Ereván       | Junior Sport                 | 1000      |
| Urartu          | Ereván       | Urartu Stadium               | 4860      |
| Van             | Charentsavan | Charentsavan City            | 5000      |

## Desarrollo

### Tabla de posiciones
| Pos. | Equipo          | Pts. | PJ | G | E | P | GF | GC | Dif. | Clasificación 2026-27                 |
| ---- | --------------- | ---- | -- | - | - | - | -- | -- | ---- | ------------------------------------- |
| 1    | Urartu          | 7    | 3  | 2 | 1 | 0 | 4  | 1  | +3   | Primera ronda de Liga de Campeones    |
| 2    | Noah            | 6    | 2  | 2 | 0 | 0 | 8  | 1  | +7   | Primera ronda de Liga Conferencia     |
| 3    | BKMA            | 4    | 2  | 1 | 1 | 0 | 3  | 2  | +1   | Primera ronda de Liga Conferencia     |
| 4    | Pyunik          | 4    | 2  | 1 | 1 | 0 | 2  | 1  | +1   |                                       |
| 5    | Van             | 4    | 3  | 1 | 1 | 1 | 1  | 2  | −1   |                                       |
| 6    | Alashkert       | 3    | 2  | 1 | 0 | 1 | 4  | 2  | +2   |                                       |
| 7    | Ararat-Armenia  | 1    | 1  | 0 | 1 | 0 | 0  | 0  | 0    |                                       |
| 8    | Gandzasar Kapan | 1    | 3  | 0 | 1 | 2 | 2  | 6  | −4   |                                       |
| 9    | Ararat          | 1    | 3  | 0 | 1 | 2 | 1  | 5  | −4   |                                       |
| 10   | Shirak          | 1    | 3  | 0 | 1 | 2 | 1  | 6  | −5   | Descenso a la Primera Liga de Armenia |

Actualizado a los partidos jugados el 17 de agosto de 2025.
 Fuente: Soccerway
Criterios de clasificación: Puntos · Diferencia de goles directa · Diferencia de goles · Goles a favor

## Resultados
| Local \ Visitante | ALA | ARA | FCA | BKM | GAN | NOA | PYU | SHI | URA | VAN |
| ----------------- | --- | --- | --- | --- | --- | --- | --- | --- | --- | --- |
| Alashkert         | —   | 3–0 |     |     |     |     | 1–2 |     |     |     |
| Ararat            |     | —   |     |     |     |     |     |     |     | 0–1 |
| Ararat-Armenia    |     |     | —   |     |     |     |     |     |     |     |
| BKMA              |     |     |     | —   |     |     |     | 2–1 | 1–1 |     |
| Gandzasar Kapan   |     | 1–1 |     |     | —   |     |     |     |     |     |
| Noah              |     |     |     | Apl | 4–1 | —   |     | 4–0 |     |     |
| Pyunik            |     |     | Apl |     |     |     | —   |     |     |     |
| Shirak            |     |     |     |     |     |     |     | —   |     |     |
| Urartu            |     |     |     |     | 1–0 |     |     |     | —   |     |
| Van               |     |     | 0–0 |     |     |     |     |     | 0–2 | —   |

| Local \ Visitante | ALA | ARA | FCA | BKM | GAN | NOA | PYU | SHI | URA | VAN |
| ----------------- | --- | --- | --- | --- | --- | --- | --- | --- | --- | --- |
| Alashkert         | —   |     |     |     |     |     |     |     |     |     |
| Ararat            |     | —   |     |     |     |     |     |     |     |     |
| Ararat-Armenia    |     |     | —   |     |     |     |     |     |     |     |
| BKMA              |     |     |     | —   |     |     |     |     |     |     |
| Gandzasar Kapan   |     |     |     |     | —   |     |     |     |     |     |
| Noah              |     |     |     |     |     | —   |     |     |     |     |
| Pyunik            |     |     |     |     |     |     | —   |     |     |     |
| Shirak            |     |     |     |     |     |     |     | —   |     |     |
| Urartu            |     |     |     |     |     |     |     |     | —   |     |
| Van               |     |     |     |     |     |     |     |     |     | —   |